# Левченко Олександр Миколайович
Олекса́ндр Микола́йович Ле́вченко (нар. 8 грудня 1960, Антонівка, Володимирецький район, Рівненська область) — український письменник-фантаст, науковець, кандидат технічних наук, працює у галузі геоінформаційних технологій.

## З життєпису
У 1977—1982 роках навчався на факультеті прикладної математики і механіки ЛНУ. З 1982 до 2005 року працював у науково-дослідній частині ЛНУ. 2004 року захистив дисертацію кандидата технічних наук за темою «Комп'ютерне моделювання рельєфу та пов'язаних з ним природних процесів на території Львівщини». З травня 2005 року — старший науковий співробітник Інформаційно-обчислювального центру Львівського національного університету імені Франка, завідувач лабораторії Інтернет-технологій. З квітня 2011 року — співробітник Національного університету «Львівська політехніка». Автор та співавтор близько 80 наукових та науково-педагогічних праць, серед яких — півтора десятка підручників та навчальних посібників.
Як письменник публікується з 1992 року. Його твори виходили в альманасі «Світ пригод», журналі «Наука-Фантастика», львівському виданні «Фіра», українській «Роман-Газеті», журналі «Дніпро», альманасі «Український фантастичний оглядач (УФО)». Автор чотирьох книжок фантастики.
Одружений, має доньку та сина. Мешкає в Пустомитах.

## Твори

### Оповідання
- Відрядження до Фомальгаута, 1989 (не опубліковано)
- Чужий світ, 1991 (вперше опубліковано у 1992 р.)
- Я, Володар…, 1992 (1993)
- Вікно, 1994 (1996)

### Повісті
- Секретні документи, 1990 (2004)
- Рейс на Тратарбан, 1990 (н.о.)
- Повернення екіпажу, 1991 (2004)
- Експедиція на Бермуди, 1991 (2003)
- Планета Братерства, 1992 (1994)
- Поразка (У світлі помаранчевого Феба), 1992 (1993)
- Віч-на-віч із собою, 1993 (1995)
- Машина для вбивства, 1996 (1997)
- Інвертор, 2010 (н.о.)

### Романи
- Реальна мандрівка, 2003 (2009)
- Диявол добра, 2007 (2008)

### Книги
- Я, Володар…: фантастичні повісті. К.: Джерела-М, 2003. 288 с.
- Чужий світ: фантастичні повісті. К.: Джерела-М, 2004. 288 с.
- Диявол добра: гостросюжетний роман з елементами фантастики. К: Дуліби, 2008. 216 с.
- Реальна мандрівка: фантастичні твори. Тернопіль: Богдан, 2013. 360 с.

## Навчальні видання
- Microsoft Word для Windows: від текстового процесора до видавничої системи. — Львів: СП «БаК», 1998. 120 c.;
- Табличний процесор Microsoft Excel: основи роботи. — Львів: СП «БаК», 1999. 104 c. (у співавторстві з В. М. Горлачем);
- Інформатика. Комп'ютерна техніка. Комп'ютерні технології: Підручник. — К.: Каравела, 2003. 464 с. (член авторського колективу);
- Інформатика. Комп'ютерна техніка. Комп'ютерні технології: Підручник. 2-ге вид. — К.: Каравела, 2007. 640 с. (член авторського колективу).
- Основи Інтернету: Навчальний посібник. — К.: Видавнича група BHV, 2008. 320 с. (у співавторстві з І. О. Завадським, Н. С. Прокопенко).
- Основи Інтернету: Навчальний посібник; 2-ге видання, доповнене та доопрацьоване. — К.: Видавнича група BHV, 2009. — 288 с. (у співавторстві з І. О. Завадським, Н. С. Прокопенко).
- Основи створення комп'ютерних презентацій: Навчальний посібник. — К.: Видавнича група BHV, 2009. — 368 с. (у співавторстві з І. В. Коваль, І. О. Завадським).
- Інформатика: підручник для учнів 9 класів загальноосвітніх навчальних закладів. — К.: Видавнича група BHV, 2009. — 320 с. (у співавторстві з І. О. Завадським, І. В. Стеценко).
- Информатика: учебник для учеников 9 классов общеобразовательных учебных заведений. — К.: Издательская группа BHV, 2009. — 320 с. (у співавторстві з І. О. Завадським, І. В. Стеценко).
- Інформатика: 10 клас: підручник для загальноосвітніх навчальних закладів. — К.: Видавнича група ВНУ, 2010. — 240 с. (у співавторстві з І. О. Завадським, І. В. Стеценко).
- Інформатика: підручник для 10 класу загальноосвітніх навчальних закладів з навчанням кримськотатарською мовою / І. О. Завадський, І. В. Стеценко, О. М. Левченко ; перекл. Алідінова М. І. — Львів: Світ, 2010. — 296 с.
- Інформатика: підручник для 10 класу загальноосвітніх навчальних закладів з навчанням польською мовою / І. О. Завадський, І. В. Стеценко, О. М. Левченко ; перекл. К. С. Косидор, Ю. Я. Демченко. — Львів: Світ, 2010. — 296 с.
- Інформатика: підручник для 10 класу загальноосвітніх навчальних закладів з навчанням угорською мовою / І. О. Завадський, І. В. Стеценко, О. М. Левченко ; перекл. Берегсасі С. С., Семере Г. Г. — Львів: Світ, 2010. — 296 с.
- Інформатика: підручник для 10 класу загальноосвітніх навчальних закладів з навчанням румунською та молдовською мовою / І. О. Завадський, І. В. Стеценко, О. М. Левченко ; перекл. М. В. Товарницький. — Львів: Світ, 2010. — 296 с.
- Інформатика. Комп'ютерна техніка. Комп'ютерні технології: Підручник. 3-тє вид. — К.: Каравела, 2011. — 592 с.